# Federico Roncali

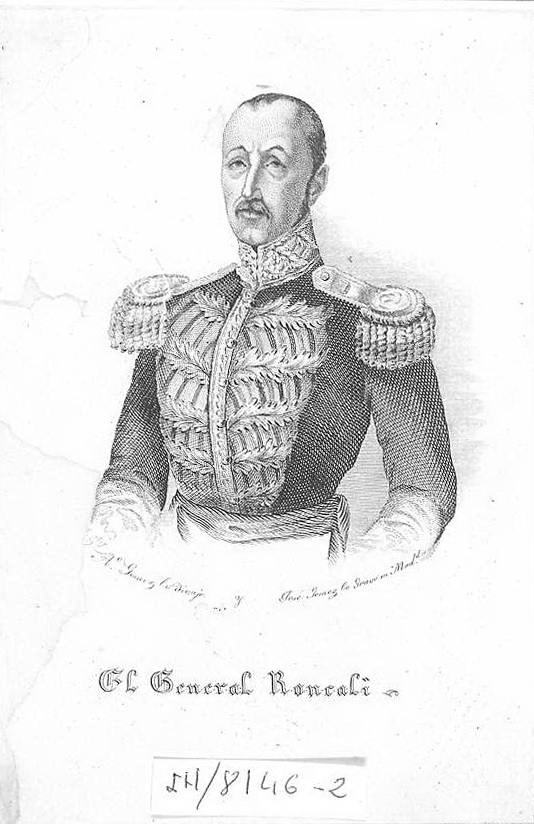
Federico Roncali.

Federico Roncali y Ceruti, graaf van Alcoy (Cádiz, 31 mei 1806 - Madrid, 4 april 1857) was een Spaans luitenant-generaal, politicus en eerste minister.

## Levensloop

### Militaire loopbaan en gouverneurschap vanCuba
Hij begon aan een militaire loopbaan en zijn bevordering tot brigadier door zijn vroegere generaal en toenmalig regent Baldomero Espartero zorgde voor een ernstige regeringscrisis. Als lid van de Krijgsraad sloeg hij in opdracht van regent Espartero in oktober 1841 een opstand onder leiding van generaal Diego de León neer. Na de val van Espartero werd hij in december 1843 militair medewerker van toenmalig eerste minister Luis González Bravo. 
Wegens zijn verdienste werd hij op 15 augustus 1845 benoemd tot senator voor het leven en op 16 december 1845 werd hij bevorderd tot luitenant-generaal. Op 10 mei 1846 werd hij als graaf van Alcoy in de niet-erfelijke adelstand opgenomen.
Later was hij van 1848 tot 1850 gouverneur en oppercommandant van het Koninklijke Leger op Cuba. Als gouverneur wou de handel en de landeconomie op Cuba ontwikkelen en liet hij verschillende steden oprichten.

### Premierschap
Op 14 december 1852 werd hij eerste minister van een overgangskabinet van grotendeels militairen en combineerde dit met het ministerschap van Buitenlandse Zaken. Op 14 april 1853 werd hij ontslagen nadat er een grotere militaire vijandigheid kwam.
Wegens zijn politieke en militaire verdienste kreeg hij meerdere eretekens, waaronder het grootkruis van de Orde van Karel III. Ook was hij ridder in de Orde van de Heilige Ferdinand en in de Orde van Sint-Hermenegildus.